# Zespół Szkół Zawodowych im. Jana Liszewskiego w Braniewie
Zespół Szkół Zawodowych im. Jana Liszewskiego – placówka oświatowa w Braniewie utworzona w 1962 roku na bazie obiektów przedwojennego gimnazjum, kształcąca na poziomie szkoły zawodowej i średniej.

## Powstanie i historia szkoły

### Tradycje szkoły

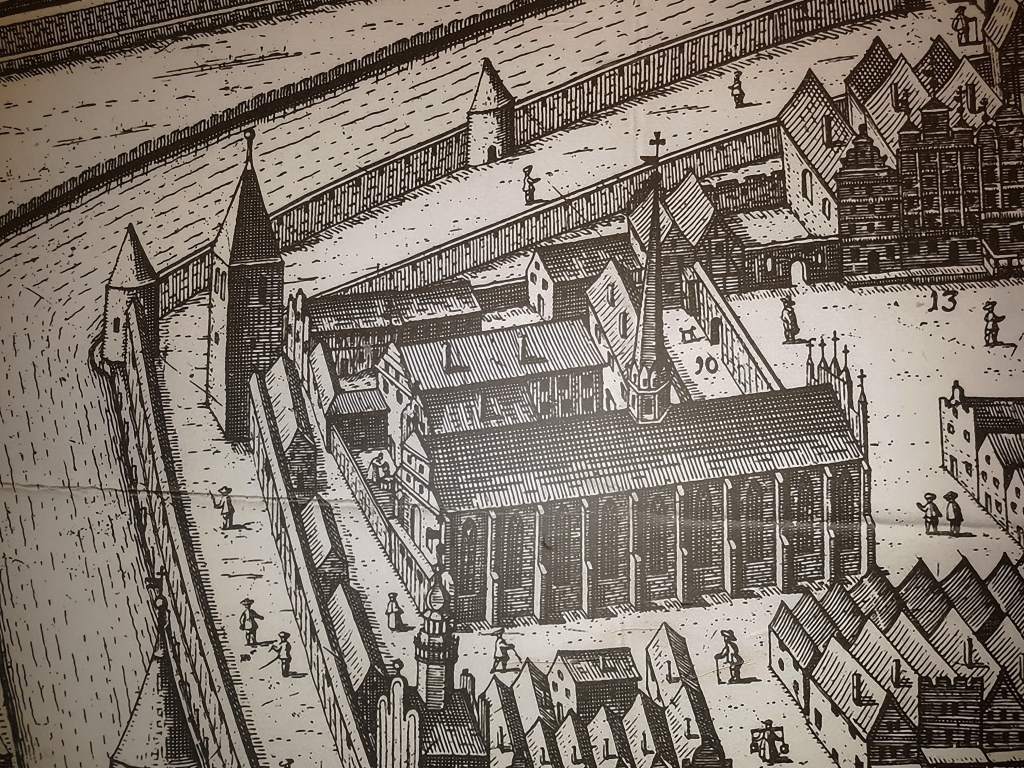
Rok 1635 – miejsce szkoły zajmują zabudowania klasztoru OFM

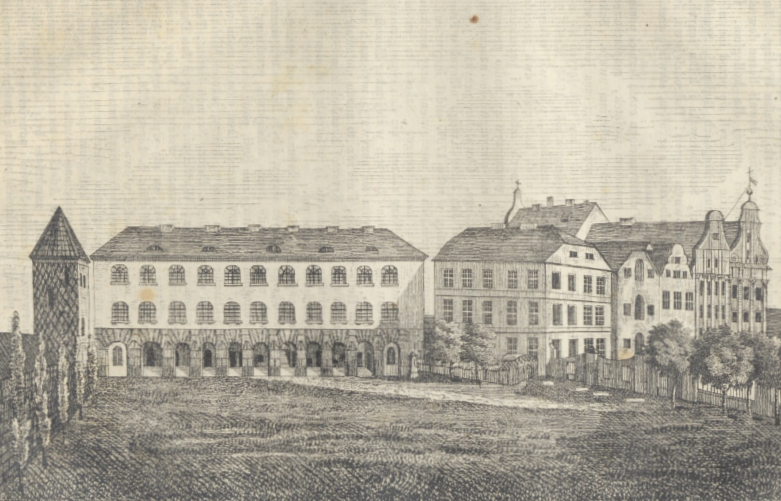
Na wprost budynek gimnazjum wzniesiony w latach 1743–1771

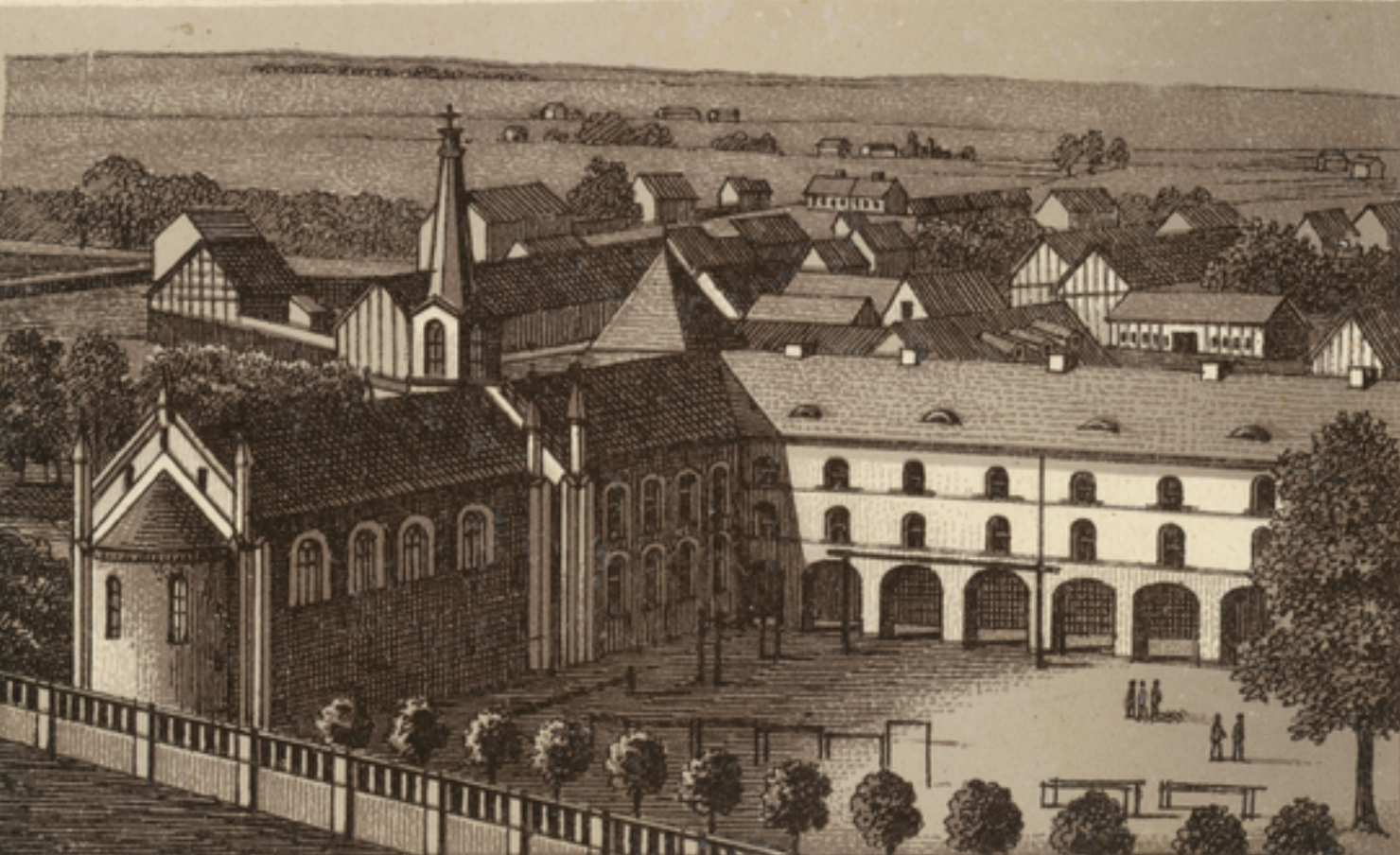
Szkoła po dobudowaniu kościoła (1863) oraz auli (1869)

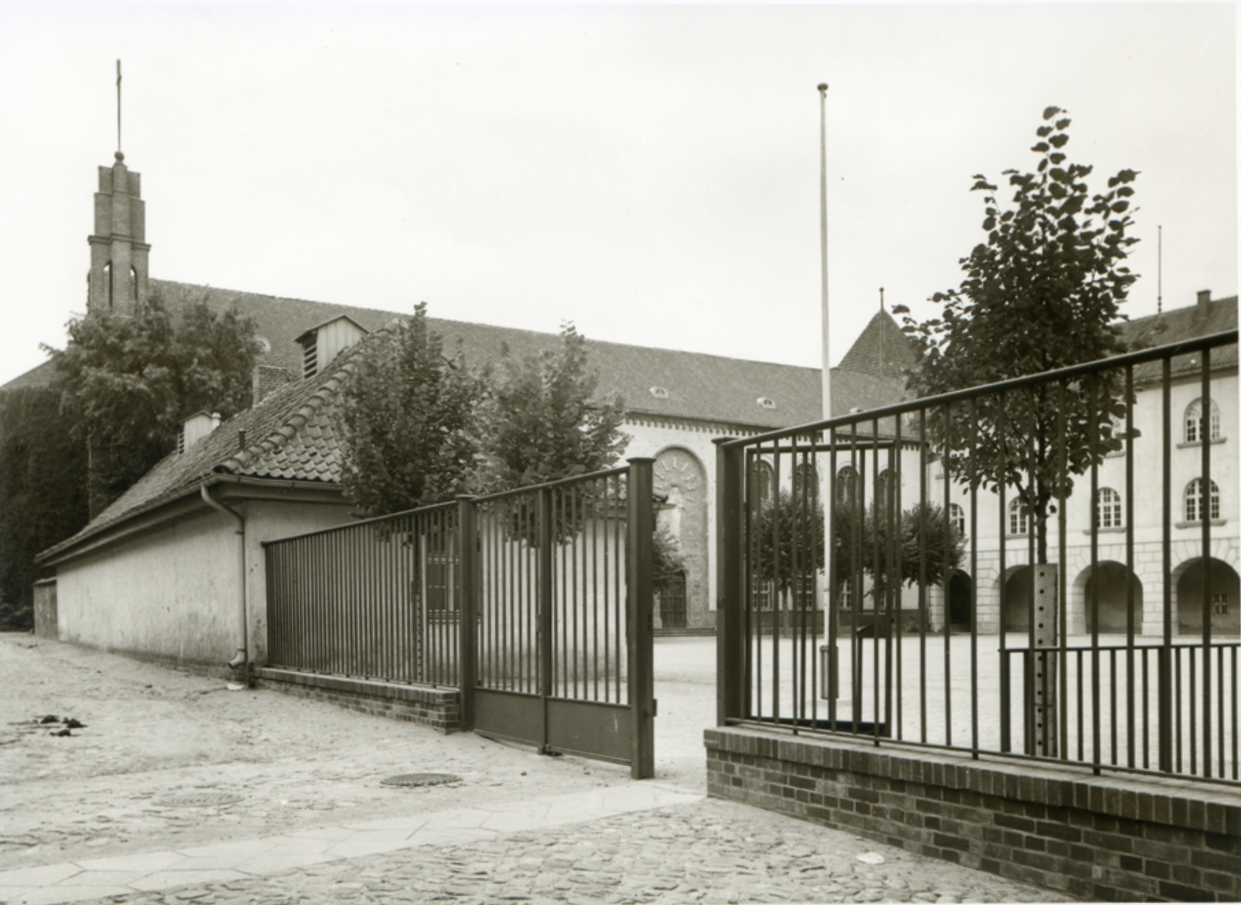
Po przebudowie z lat 1931–1934

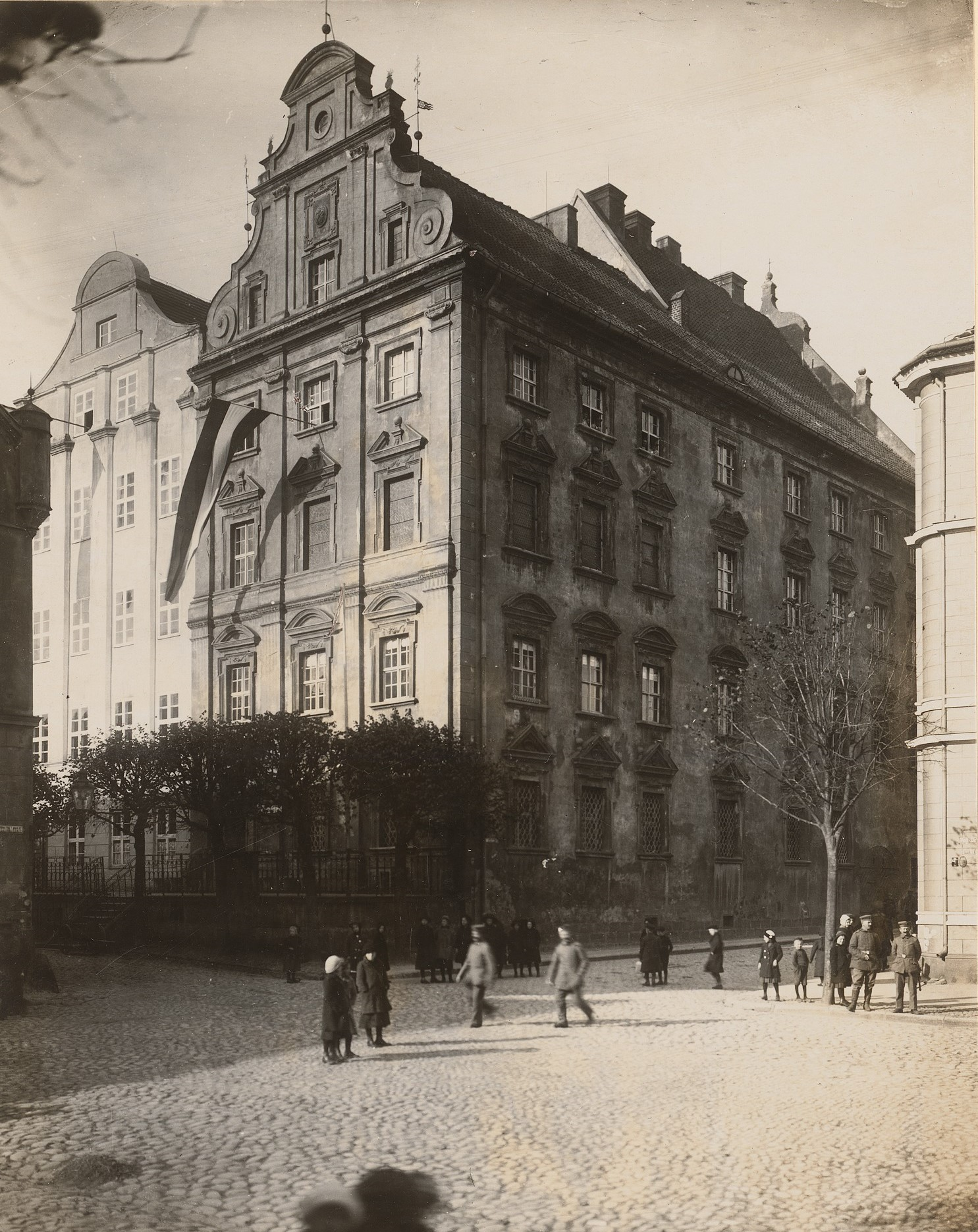
Kamienny Dom, teraz boisko szkolne ZSZ

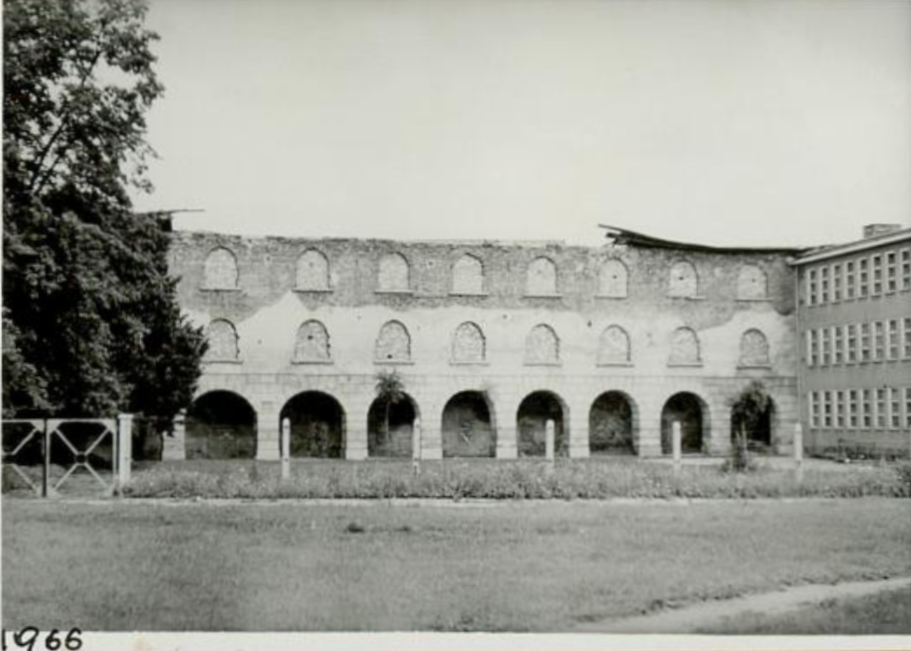
Szkoła, 1966, zajęcia tylko w prawym skrzydle

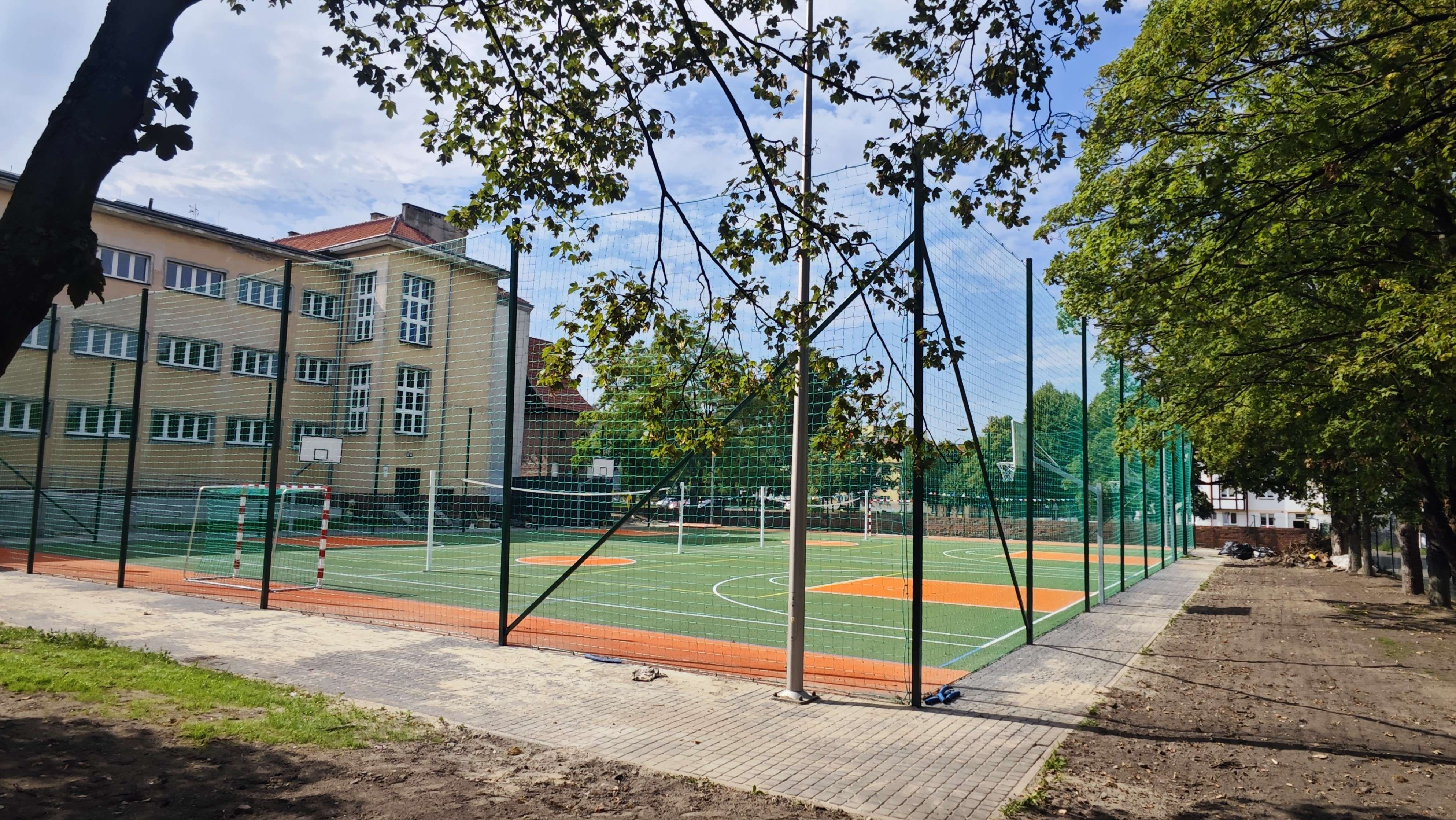
Boisko ZSZ, 2023

Szkoła nawiązuje tradycjami do uczelni jezuickiej, pierwszej tego typu na ziemiach polskich, założonej w Braniewie w 1565 przez biskupa Hozjusza. W 1780, po kasacie jezuitów, kolegium zostało przekształcone przez władze pruskie w Gymnasium Academikum, a od 1818 w Królewskie Liceum Hosianum. W 1936 roku, w okresie rządów narodowego socjalizmu, szkoła otrzymała za patrona wielkiego mistrza zakonu krzyżackiego oraz twórcę potęgi zakonu krzyżackiego – Hermanna von Salzę. Szkoła nazywała się odtąd Hermann-von-Salza-Schule. W 1938 do szkoły została przyłączona ponadto Szkoła Zamkowa. Przez cały ten okres pozostawała szkołą średnią wyłącznie dla chłopców.
Prowadzenie nauki w gimnazjum zakończono 21 stycznia 1945, pozostałych jeszcze uczniów powołano do oddziałów obrony terytorialnej (Volkssturmu). W wyniku prowadzonych działań wojennych w okresie luty-marzec 1945 obiekty szkolne znacznie ucierpiały.

### Architektura obiektów szkoły
Pierwsza szkoła jezuicka wraz z konwiktem mieściła się w pofranciszkańskim budynku klasztornym. W latach 1743–1771 został wzniesiony nowy reprezentacyjny obiekt kolegium jezuickiego w miejscu budynków gospodarczych przylegających do murów obronnych i jest to środkowe skrzydło współczesnej szkoły (w 1758 budowa przerwana na jakiś czas wskutek katastrofy budowlanej). Duże zmiany architektoniczne otoczenia szkoły nastąpiły po kasacie zakonu jezuitów. Przystąpiono do prac rozbiórkowych obiektów jezuickich. W 1792 rozebrano budynek drukarni jezuickiej. W latach 1805–1806 zburzono stary klasztor. W 1809 rozebrano stary średniowieczny kościół pofranciszkański, znajdujący się przed budynkiem szkoły. Dopiero po pół wieku zaczęto rozwijać infrastrukturę szkolną. W latach 1861–1863 przy szkole wybudowany został kościół gimnazjalny. W latach 1867–1869 pomiędzy kościołem a szkołą dobudowano aulę. Budynek gimnazjum do 1904 nie był połączony z lewym skrzydłem, w tym roku dobudowano łącznik spajający gimnazjum z Wieżą Kleszą, gdyż wieżę tę miasto już w 1858 przekazało szkole i wieża była użytkowana przez szkołę m.in. jako obserwatorium astronomiczne. Kolejna wielka przebudowa kompleksu gimnazjum, obejmująca również aulę i kościół, miała miejsce w latach 1931–1934. Wymusiła ją stale rosnąca liczna uczniów – w rekordowym roku 1930 było ich aż 459 w gimnazjum. W 1931 wyburzono najpierw dom nauczycielski i starą salę gimnastyczną, a w ich miejscu dobudowano następnie prawe skrzydło szkoły z nową salą gimnastyczną. Bryła szkolna otrzymała wówczas kształt podkowy, który został do współczesności. W ramach tego remontu z lat 1931–1934 kościół wraz z aulą i szkołą został między innymi nakryty jednolitym dachem dwuspadowym.
W wyniku działań wojennych kompleks bardzo ucierpiał. Do odbudowy szkoły przystąpiono dopiero na początku lat 60. Odremontowano jednak jedynie jej prawe skrzydło, a następnie XVIII-wieczną środkową część szkoły z arkadami. Odbudowa trwała do roku 1971, lecz nie odwzorowywała wiernie przedwojennej architektury. Zniekształcony został m.in. kształt okien, uproszczona została elewacja budynku, zaś klatka schodowa, pierwotnie znajdująca się pośrodku budynku, została przesunięta do zachodniej części szkoły. Prawe skrzydło straciło też dach dwuspadowy na rzecz płaskiego, a także zamurowano znajdujące się w nim przejście pomiędzy dziedzińcem gimnazjum a dawną ulicą pocztową. Remont i odbudowę szkoły prowadzono pod kierunkiem Apolinarego Skrodzkiego.
Mury kościoła w lewym skrzydle stały w ruinie aż do roku 1968, dopiero wówczas je rozebrano, jako najpewniej niepasujące do nowej socjalistycznej rzeczywistości. Następnie na jego gruzach wzniesiono typowy dla socjalistycznej zabudowy blok mieszkalny, nieprzystający architekturą ani do XVIII-wiecznego skrzydła z krużgankami, ani do Wieży Kleszej. Budynek ten będzie pełnić przez wiele lat funkcję internatu przyszkolnego. Remont szkoły został ostatecznie zakończony w roku 1971 i nadany jej kształt architektoniczny utrzymał się do współczesności.
Do terenu szkoły należy boisko, na którym przez wiele stuleci stał budynek semnarium papieskiego, a później seminarium diecezjalnego – słynny Kamienny Dom. Budynek został zniszczony w czasie działań wojennych II wojny światowej. Pozostałości okazałego 4-kondygnacyjnego gmachu rozebrano w 1960 roku. W jego miejscu pozostał pusty, później wyasfaltowany plac, służący jako boisko szkolne. W 2023 szkoła zrealizowała inwestycję pn. Przebudowa/modernizacja istniejącego boiska szkolnego w ramach zadania „modernizacja infrastruktury sportowej” na kwotę 1,2 mln zł.

### Działalność Zespołu Szkół Zawodowych

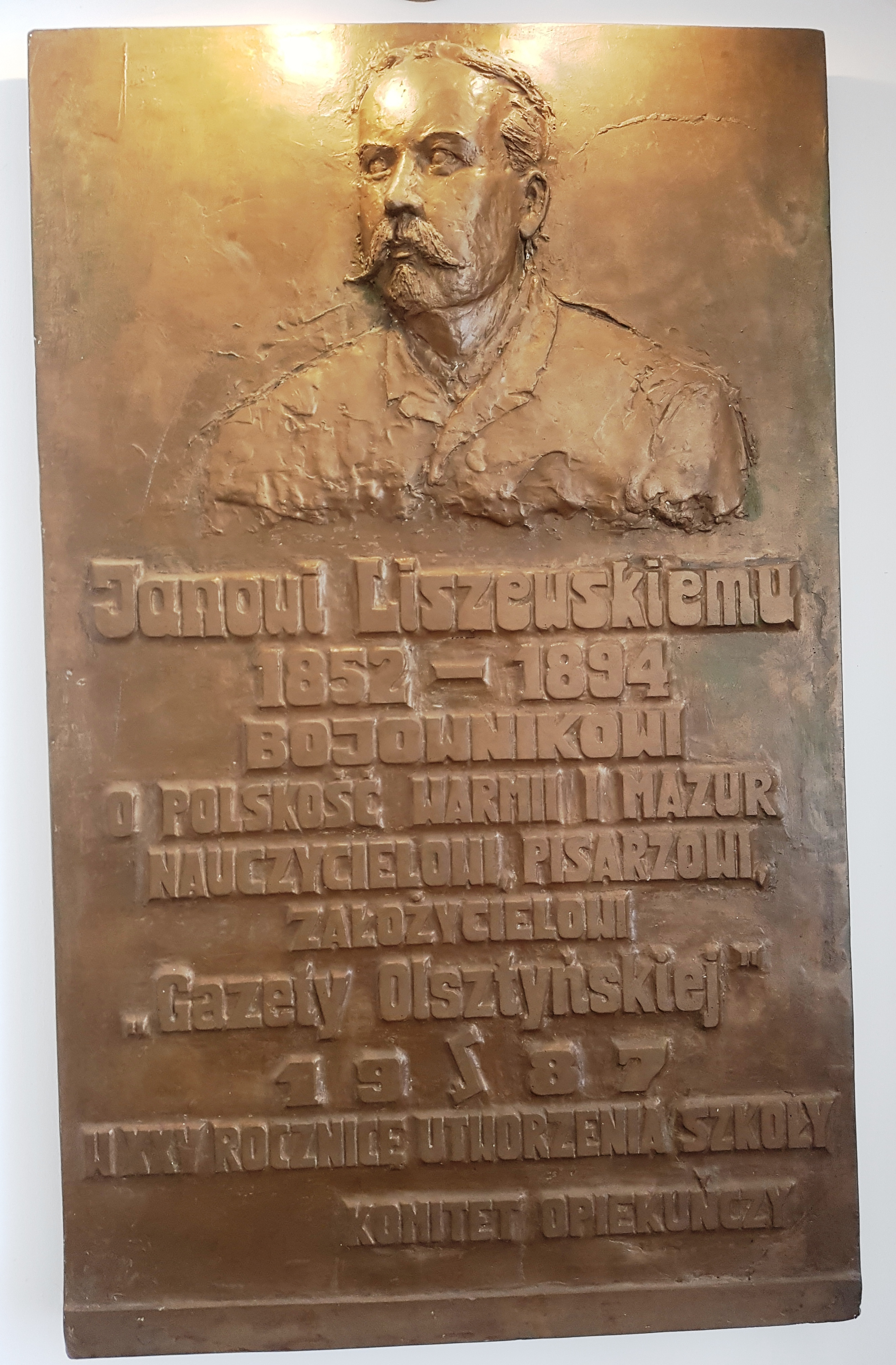
Tablica upamiętniająca patrona szkoły (wewnątrz budynku)

Zasadnicza Szkoła Zawodowa została otwarta 1 września 1962 roku, jednak ze względu na zniszczenia budynku lekcje przez pierwsze 2 lata odbywały się popołudniami w budynku Liceum Ogólnokształcącego przy ul. Sikorskiego. Pierwszym dyrektorem szkoły został Edward Imiołczyk. Początkowo szkoła funkcjonowała jako ZSZ dla pracujących.
W 1964 prawe skrzydło budynku przy ul. Gdańskiej zostało już na tyle wyremontowane, że szkoła mogła się tu przenieść i realizować zajęcia szkolne. W tym czasie otwarto technikum ekonomiczne. Dyrektorem szkoły został mianowany Apolinary Skrodzki. Wkrótce zostały otwarte następne kierunki w szkole: klasa mechaniczna i wielozawodowa. W następnych latach uruchomione zostały też kierunki: murarz, mechanik maszyn rolniczych, blacharz, tokarz, krawiec, kucharz, kelner i wiele innych specjalności.
W szkole w kolejnych latach utworzono klasy szkoły średniej – technikum i liceum ekonomiczne, liceum medyczne, liceum zawodowe, liceum ogólnokształcące i technikum żywienia i gospodarstwa domowego. W 1971 otwarto przy szkole Ośrodek Doskonalenia Zawodowego, a także oddano do użytku internat. W 1972 utworzono liceum zawodowe o profilu kelner-bufetowy, a następnie o profilu sprzedawca-magazynier. W latach 70. otworzone zostało również Średnie Studium Zawodowe.
Charakterystyczną placówką dydaktyczną było otwarte w 1975 roku Liceum Medyczne (był to rok otwarcia w Braniewie nowego dużego szpitala), które funkcjonowało przez następne 20 lat, do roku 1995.
10 listopada 1987 szkoła na XXV-lecie powstania otrzymała imię i sztandar. Patronem szkoły został Jan Liszewski – założyciel „Gazety Olsztyńskiej”, nauczyciel, poeta, etnograf, warmiński działacz polityczny i społeczny.
9 listopada 2012, podczas obchodów 50-lecia utworzenia szkoły, na ścianie pod arkadami odsłonięto tablicę pamiątkową poświęconą prof. Władysławowi Świtalskiemu, kanonikowi warmińskiemu, polskiemu przedwojennemu wykładowcy, autorowi licznych rozpraw naukowych.
Od roku szkolnego 2007/2008 do budynku ZSZ został przeniesiony z ul. Szkolnej Zespół Szkół Ekonomicznych, funkcjonujący przez wiele lat pod nazwą Szkoła Rolnicza.

## Internat
W początku roku szkolnego 1970/1971 szkoła otrzymała internat umożliwiający zakwaterowanie 200 osób. Został on otwarty w nowo dobudowanym bloku w miejscu rozebranych pozostałości kościoła gimnazjalnego i auli szkolnej. W internacie mieszkali uczniowie nie tylko ZSZ, lecz również Zespołu Szkół Budowlanych i Szkoły Rolniczej przy ul. Szkolnej. Internat był przeznaczony dla młodzieży męskiej i żeńskiej. W 1995 internat posiadał 150 miejsc, z czego wykorzystywanych na stałe było około 80. Liczba wynajmowanych miejsc wzrastała w okresach organizowanych przez Wojewódzki Ośrodek Doskonalenia Zawodowego kursów. Pokoje w internacie były 2- oraz 4-osobowe. Na każdym z trzech pięter znajdował się pokój do cichej nauki, pokój gospodarczy oraz świetlica. W drugiej dekadzie XXI w. internat został zamknięty. Lewe skrzydło kompleksu ZSZ, czyli były internat, pozostaje współcześnie (rok 2025) nieużytkowane. Uczniowie wszystkich braniewskich szkół są zakwaterowani współcześnie w jednym internacie, mieszczącym się przy ul. Królewieckiej, przy Zespole Szkół Budowlanych.

## Biblioteka pedagogiczna
W murach szkoły przez wiele lat funkcjonowała biblioteka pedagogiczna. Biblioteka ta została utworzona w Braniewie w 1952 roku z inicjatywy Pedagogicznej Biblioteki Wojewódzkiej w Olsztynie. Pierwszą jej kierowniczką była nauczycielka Maria Strużyńska. Pierwszą siedzibą był korytarz – łącznik pomiędzy SP nr 1 oraz SP nr 2. Następnie bibliotekę przeniesiono na ul. Gdańską, do Zespołu Szkół Zawodowych. Gdy zbiory przestały się mieścić w udostępnionym jej lokum, biblioteka przeniosła w sierpniu 1974 siedzibę do Urzędu Gminy, następnie zaś do Biblioteki Miejskiej i Sądu Rejonowego. W listopadzie 1994 biblioteka pedagogiczna powróciła do Zespołu Szkół Zawodowych na ulicę Gdańską, na parter pod arkadami, tam działała do ok. 2014 roku, to jest do czasu jej ostatecznej likwidacji w Braniewie. W ostatnim okresie funkcjonowała pod nazwą Warmińsko-Mazurska Biblioteka w Elblągu. Filia w Braniewie. W jej księgozbiorach znajdowało się blisko 30 tysięcy pozycji, przeważała literatura psychologiczno-pedagogiczna. Ponadto biblioteka prenumerowała 40 tytułów czasopism i posiadała w swych zbiorach 130 kaset wideo do wykorzystania w szkołach.
Od 2016 w pomieszczeniach po zlikwidowanej bibliotece pedagogicznej na parterze funkcjonuje Muzeum Ziemi Braniewskiej, które od 2020 użytkuje również połączoną z obiektem szkoły Wieżę Kleszą.

## Dyrektorzy szkoły[23]
- Edward Imiołczyk 1962–1963
- Apolinary Skrodzki 1963–1973
- Bazyli Sokół 1973–1974
- Jan Żabiński 1974–1985
- Edward imiołczyk 1985–1992
- Teresa Wieczorkiewicz 1992–1999
- Maria Drozdowska 1999–2011
- Joanna Sokół od 2011

## Galeria zdjęć

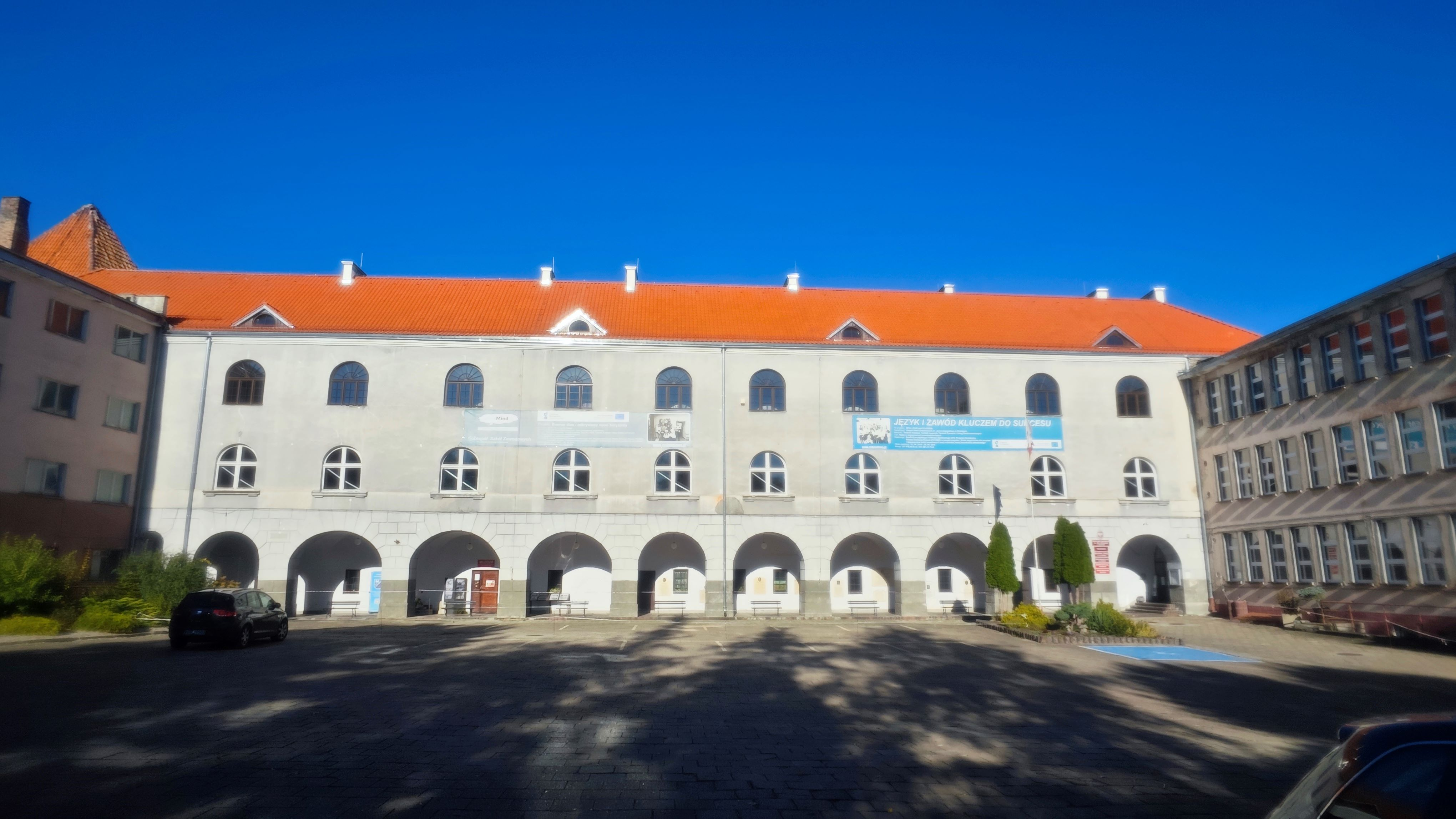
Widok ogólny
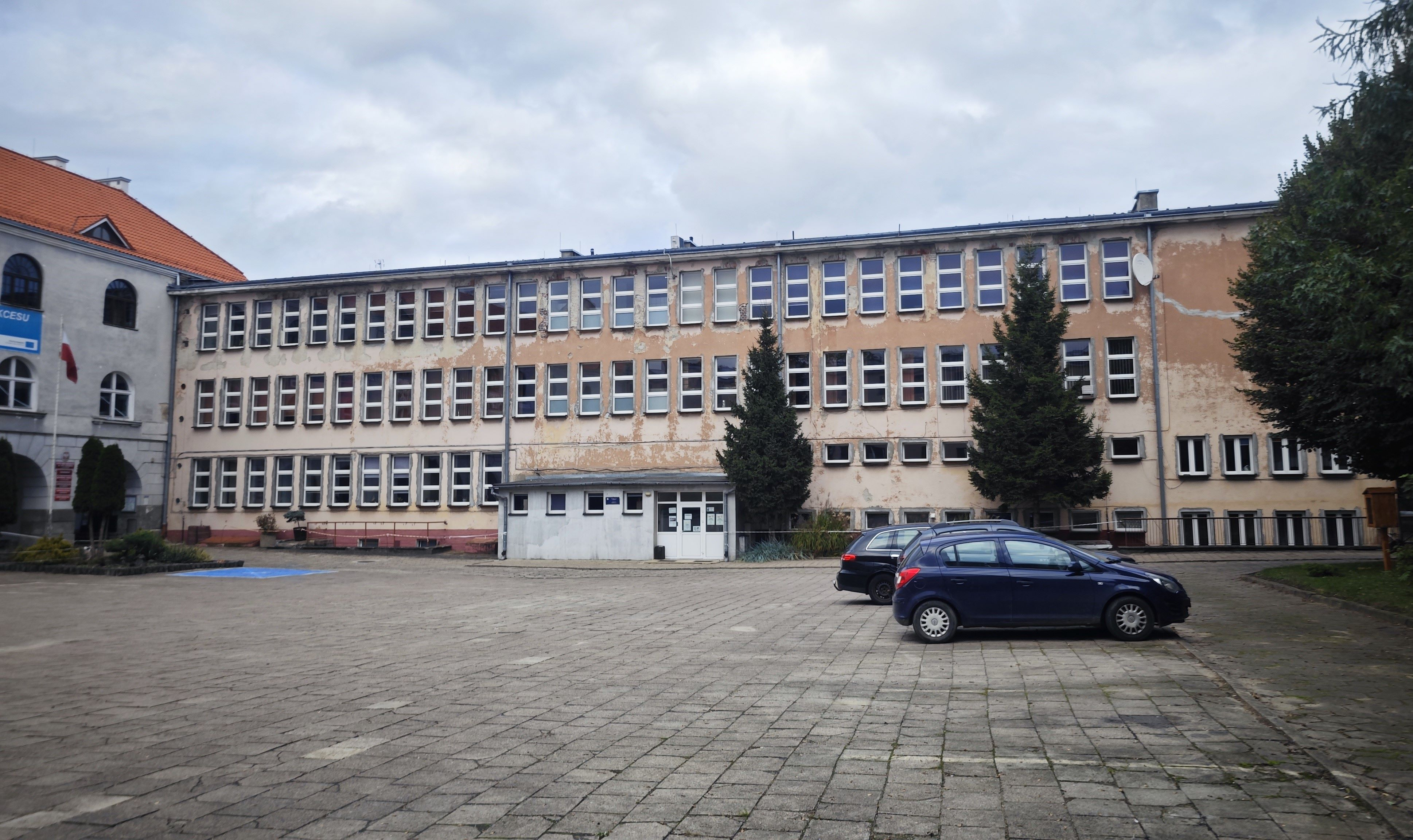
Sala gimnastyczna
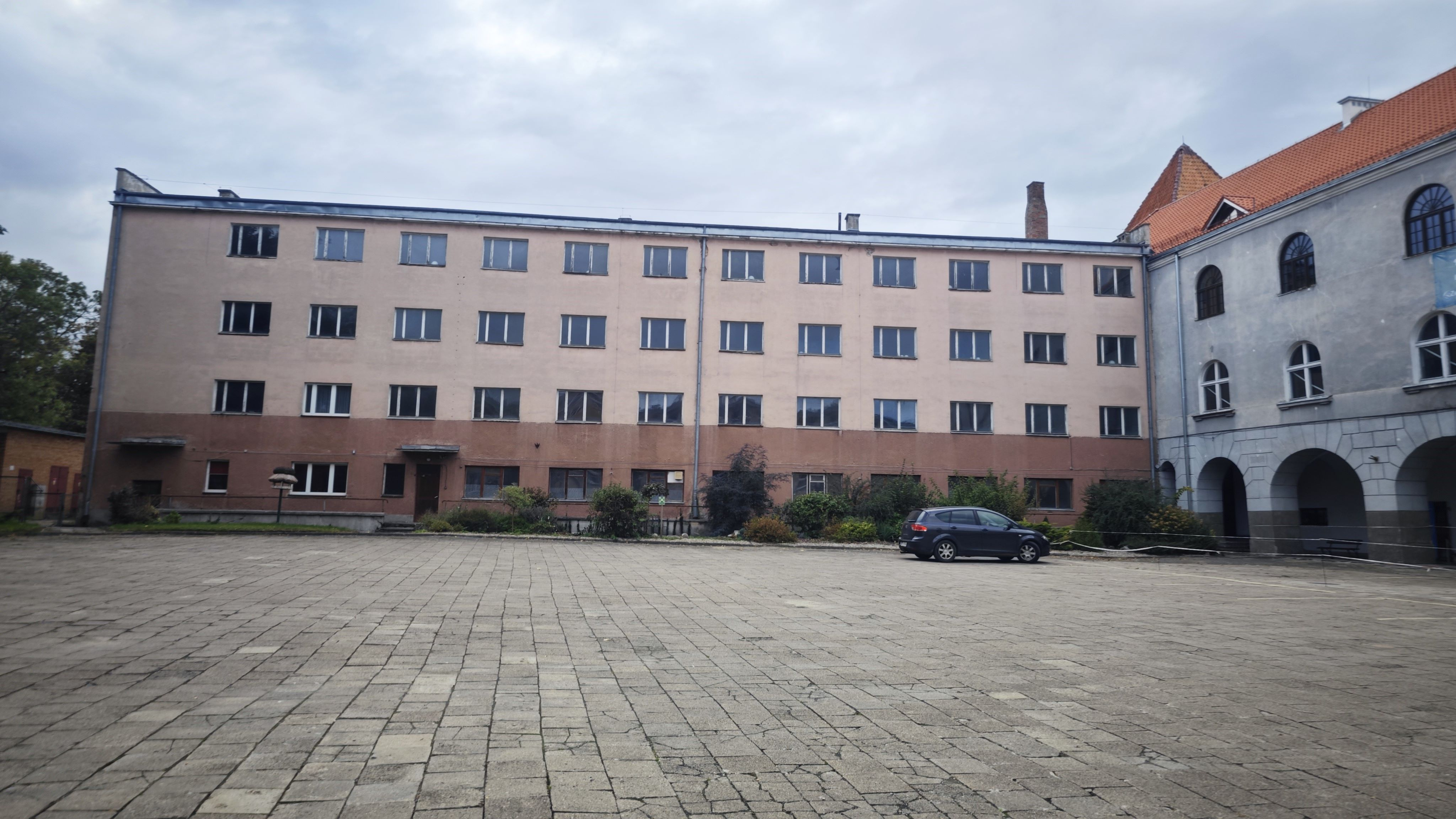
Internat
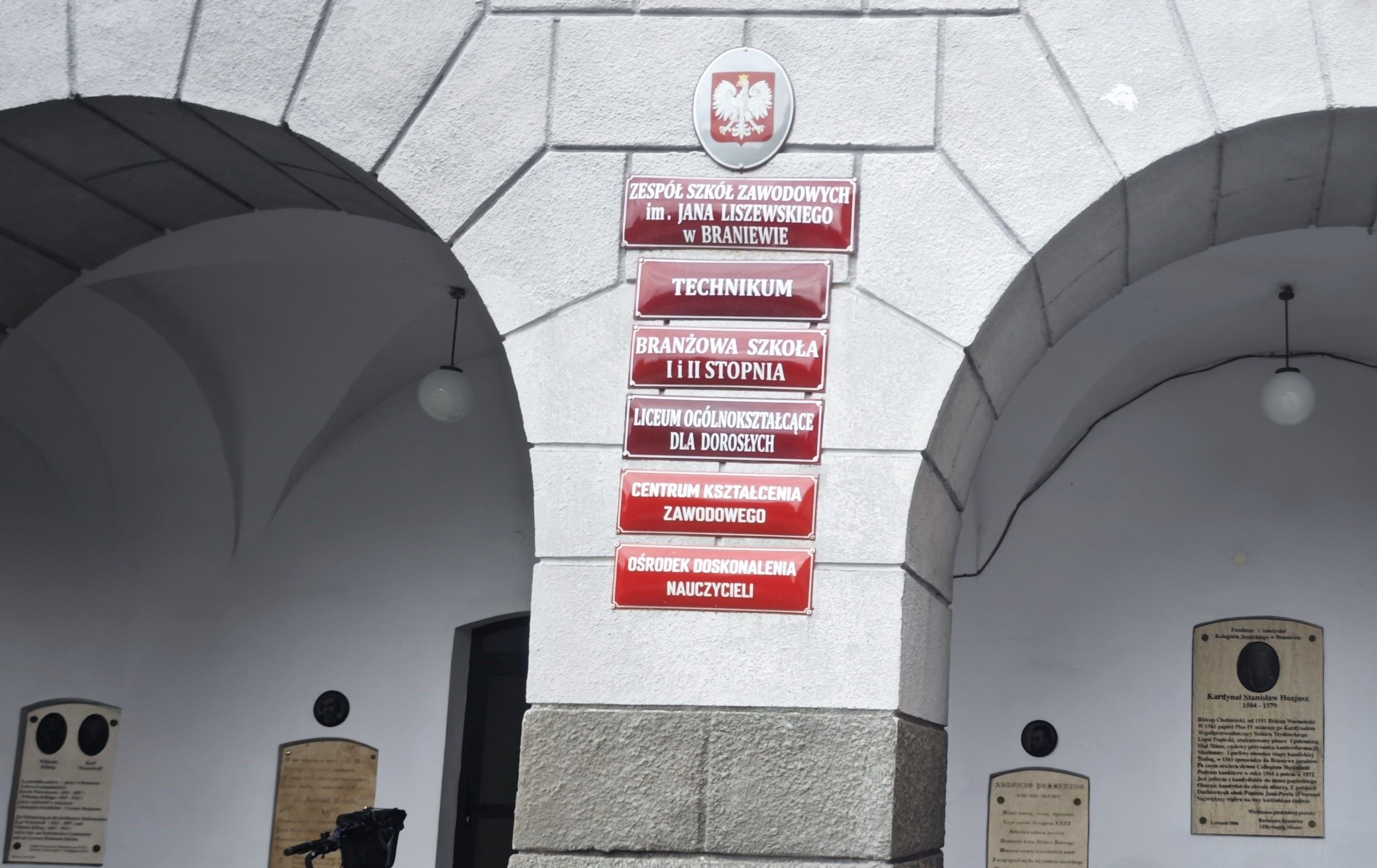
Kierunki kształcenia (2025)
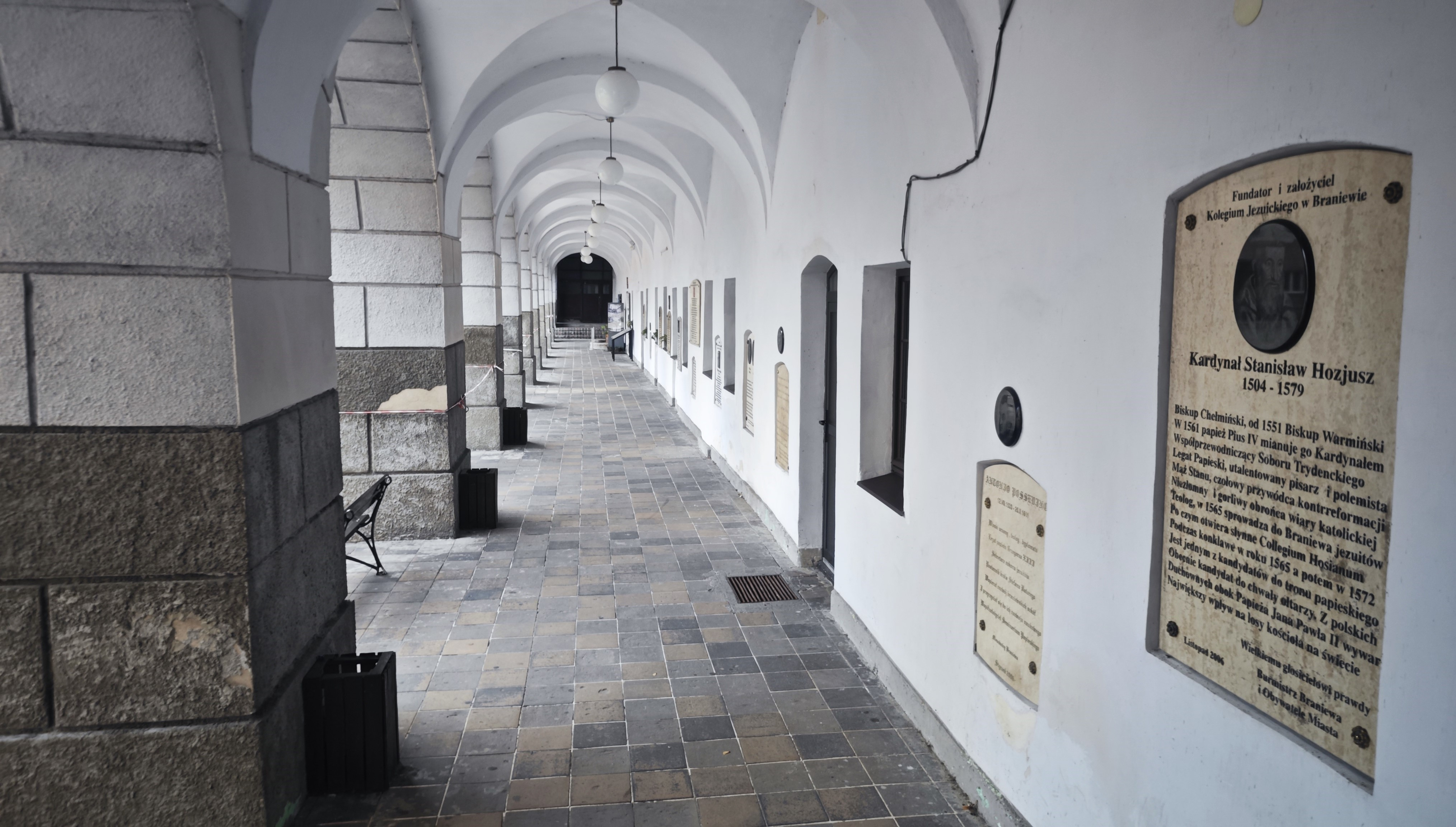
Pod arkadami
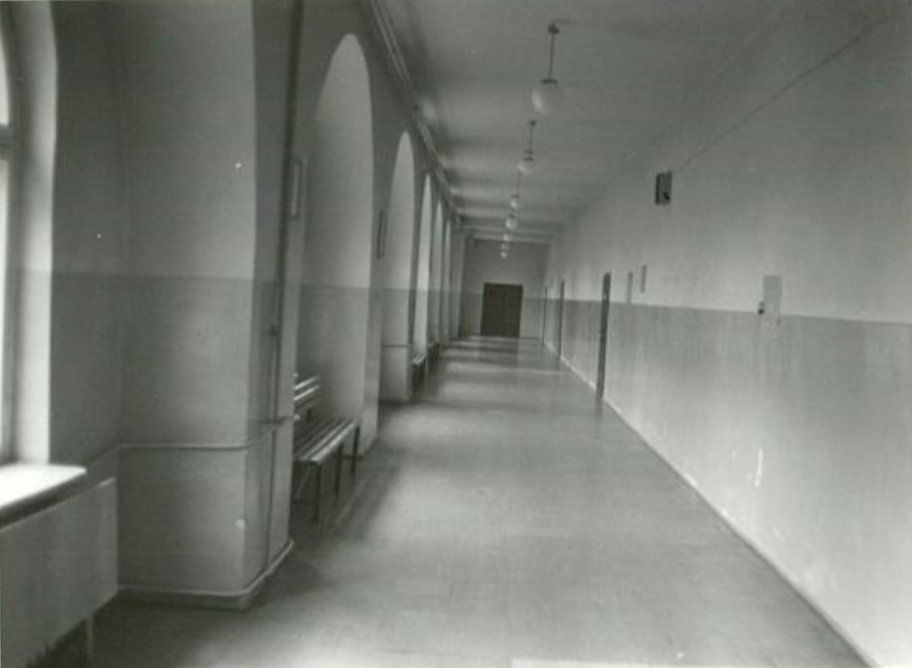
Korytarz szkolny 1. piętro, 1997
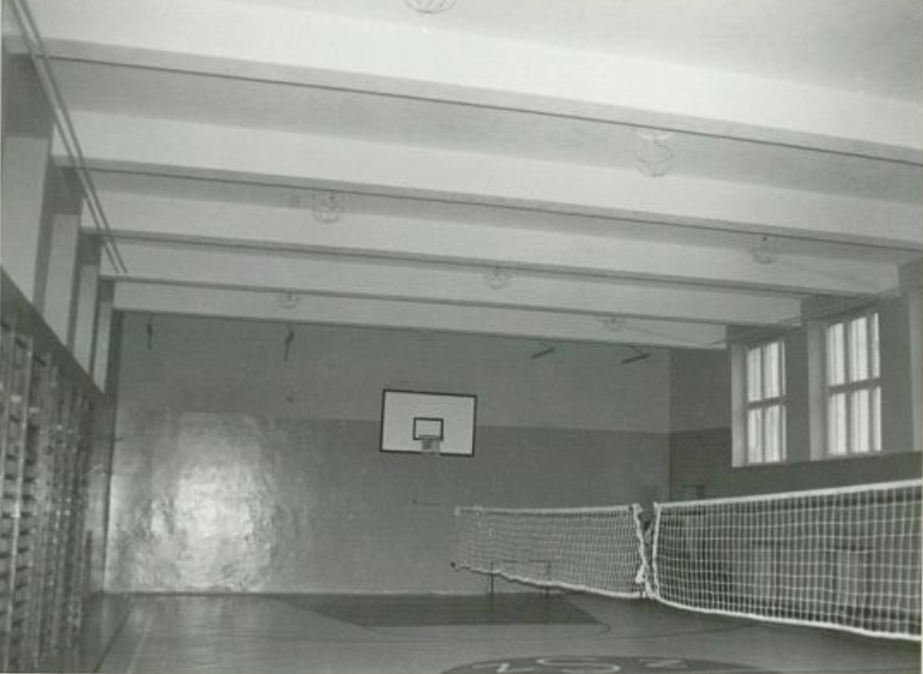
Sala gimnastyczna, 1997
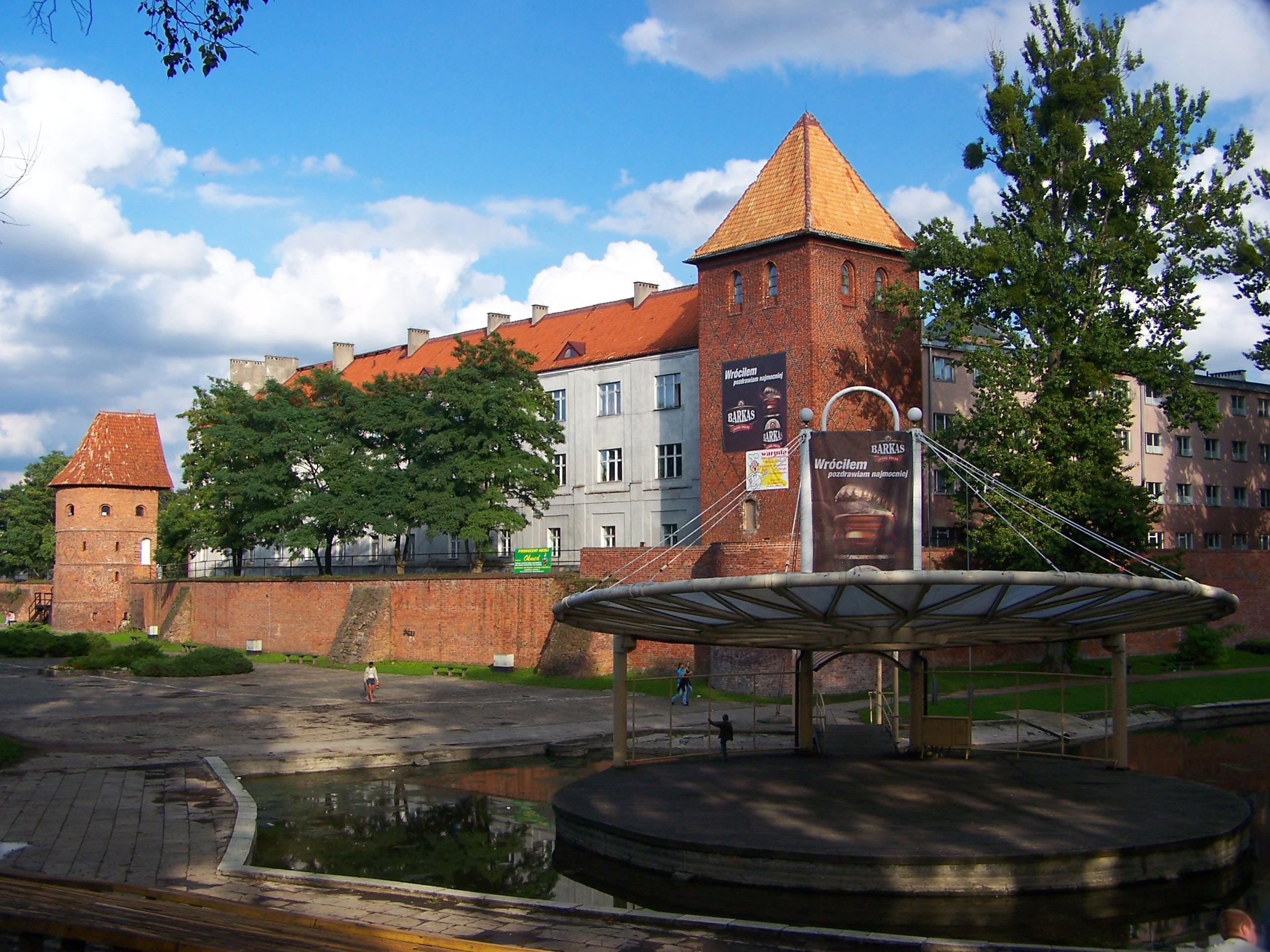
Widok od strony fosy

## Absolwenci
- Henryk Mroziński – burmistrz Braniewa w latach 2002–2014